# José Ramón de Gardoqui y Jaraveitia
José Ramón de Gardoqui y Jaraveitia (Bilbao 1755 - Manila 1816) fue un militar y marino español que participó en la Batalla de Trafalgar al mando del navío de tres puentes Santa Ana. Nombrado jefe de escuadra de la Real Armada Española en 1814 fue también Jefe político superior, capitán general y comandante general de Marina de Filipinas.

## Biografía

### Juventud
José Ramón de Gardoqui y Jaraveitia, hijo de don Juan Bautista de Gardoqui y doña María Josefa Jaraveitia, nació en Bilbao en abril del año 1755 (fue bautizado el día 20 del dicho mes). Ingresó como guardiamarina en la Compañía del Departamento de Cádiz el 12 de enero de 1775 (N.º de expediente: 1.351).
En 1775 participó en la expedición contra Argel al mando del general Pedro González de Castejón y posteriormente, en territorio brasileño, estuvo en la re-conquista a los portugueses de la Isla Santa Catarina.

### Guerra de Independencia de los Estados Unidos
En 1779 entra en la escuadra del general Luis de Córdova y en 1780, dentro del marco de la Guerra de Independencia de los Estados Unidos, toma parte en la batalla del Cabo de Santa María donde se interceptan dos convoyes ingleses apresando un total de 53 barcos mercantes británicos.
Recomendado por el general Córdova en persona, José de Gardoqui es ascendido al rango de teniente de fragata según Real Orden del 16 de septiembre de 1781. En 1782, bajo las órdenes del mismo general, participa en la batalla del Cabo Espartel contra el almirante inglés Richard Howe.

### Expediciones
En los años 1785 y 1788, José de Gardoqui participa en dos expediciones al Estrecho de Magallanes que, bajo el mando del capitán de fragata Antonio de Córdova y con la fragata Santa María de la Cabeza y el paquebote Santa Casilda, llevarán a cabo el Levantamiento hidrográfico de aquellas costas y Gardoqui, personalmente, será el encargado de realizar gran parte de la costa de Tierra de Fuego.
Según Real Orden del 1 de marzo de 1791 es ascendido a capitán de fragata y, poco después, poniéndose al mando de una, realiza labores de corso por el Mediterráneo. Tras realizar algunas funciones en tierra firme y posteriormente pasar varios años en diferentes misiones por ultramar, en 1796 es nombrado capitán de navío.

### Guerras revolucionarias francesas y Napoleónicas
Tras el desastre de la batalla del Cabo de San Vicente en 1797 y por deseo expreso del general José de Mazarredo se le entrega el mando del navío Mejicano de tres puentes y 118 cañones y más tarde el del Reina María Luisa del mismo porte que el anterior.
En 1803 es nombrado Mayor General del departamento de Cádiz y en 1804, cuando se declara la guerra a los ingleses, solicita su regreso al servicio activo y se le otorga el mando del navío de tres puentes y 112 cañones Santa Ana, buque insignia del teniente general Ignacio María de Álava. Con dicho buque participó en la batalla de Trafalgar donde resultaron heridos tanto él como el general Álava. Por su valeroso comportamiento en el combate, José de Gardoqui fue ascendido a brigadier en 1805.

### Prohibición de cultivo y distribución de opio
En 1814, como Jefe político superior nombrado por el Consejo de Regencia, promulga la prohibición general de cultivo y distribución del opio en la Capitanía General de Filipinas, debido al rechazo moral y de salud pública de la sociedad, siendo esta medida singular entre las posesiones coloniales europeas en Asia por el lucrativo comercio con China.

### Últimos años
En 1809 es nombrado mayor general de la escuadra del general Ignacio Álava y comandante general del arsenal de La Habana donde prestó servicio hasta 1812.
Por Real Orden de la Regencia del 6 de marzo de 1813, es nombrado Jefe político superior, capitán general y comandante general de Marina de Filipinas. El 14 de abril de 1814 se le concede el grado de jefe de escuadra y el 2 de abril de 1816 es nombrado caballero de la Orden de San Hermenegildo por sus más de 40 años de servicio.
El 9 de diciembre de ese mismo año, mientras cumplía con sus obligaciones, fallece en la ciudad de Manila a la edad de 61 años. Las labores administrativas que desempeñó en las Islas Filipinas fueron ampliamente reconocidas.